# 1991 UV
1991 UV är en asteroid i huvudbältet som upptäcktes den 18 oktober 1991 av de båda japanska astronomerna Seiji Ueda och Hiroshi Kaneda i Kushiro.
Asteroiden har en diameter på ungefär 5 kilometer.